# Lewisburg (Pennsylvanie)
Pour les articles homonymes, voir Lewisburg.
Lewisburg est une ville de Pennsylvanie, aux États-Unis. C'est le siège du comté d'Union.

## Galerie photographique

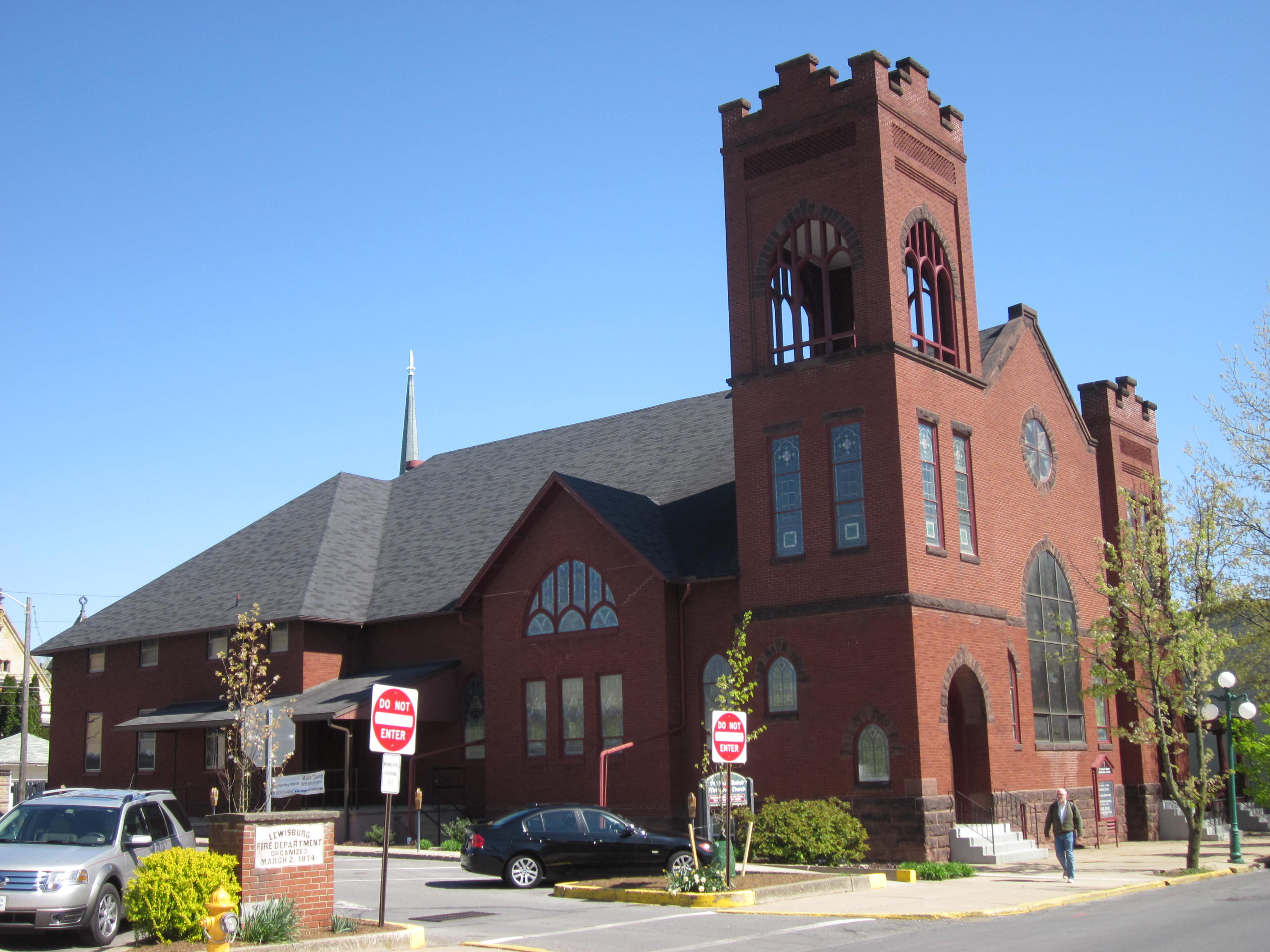
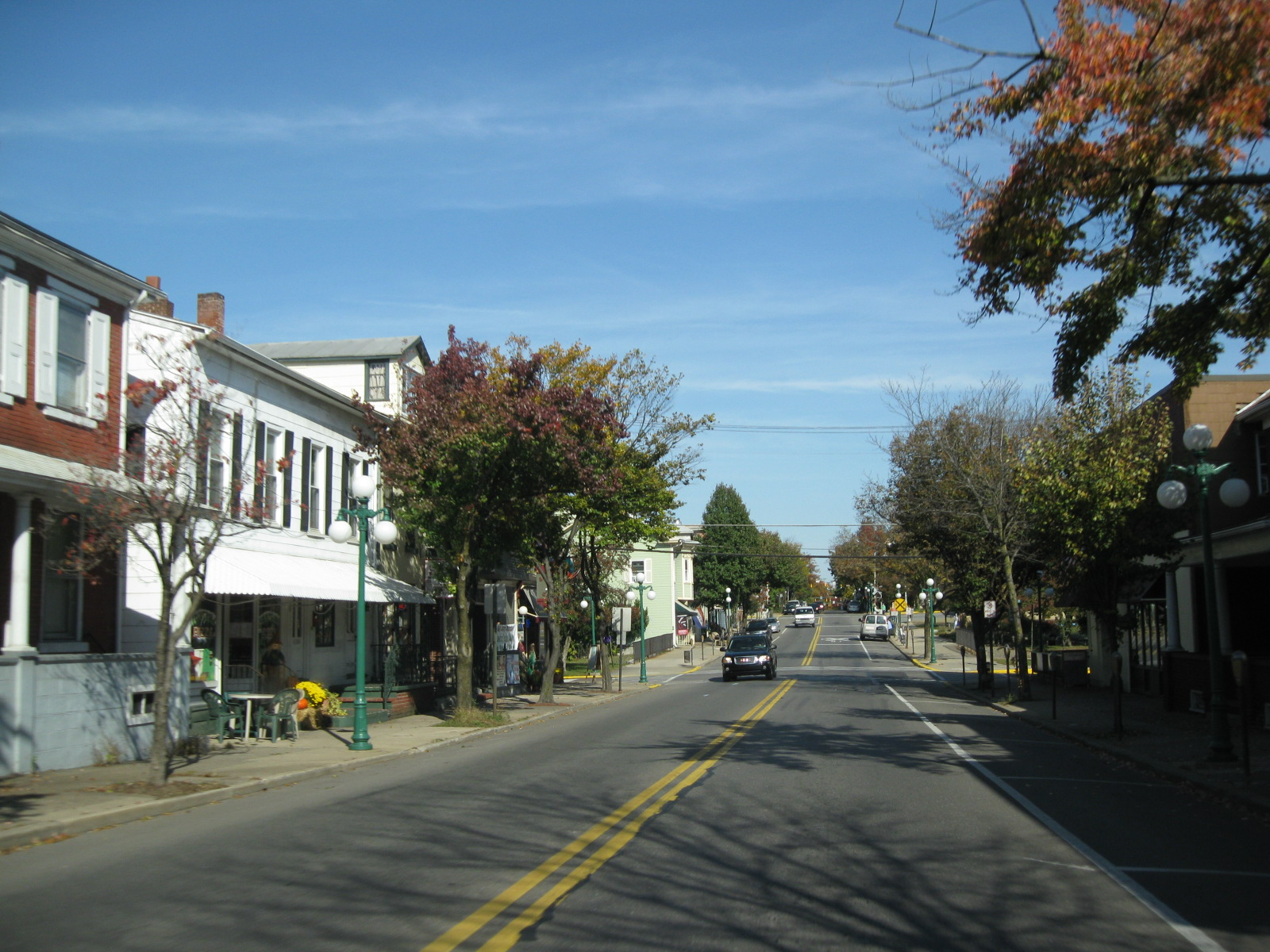
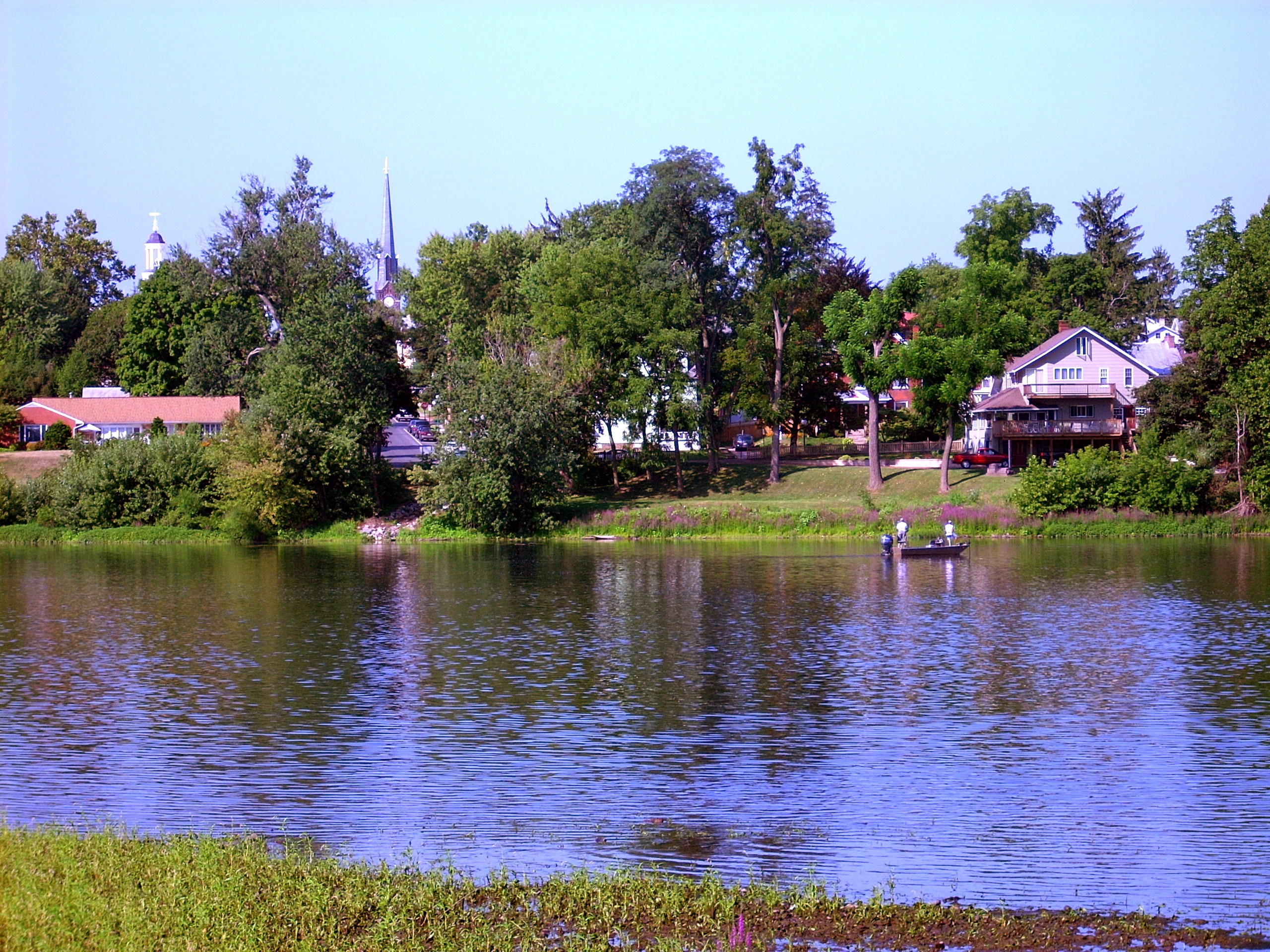